# Páll Valur Björnsson
Páll Valur Björnsson (* 9. Juli 1962 in Reykjavík) ist ein isländischer Politiker (Björt framtíð).
Páll Valur arbeitete unter anderem im Fischhandel und in der fischverarbeitenden Industrie in Island und in Dänemark. 2011 machte er einen Abschluss als Grundschullehrer an der Universität Island. Seither war er als Lehrer tätig, zunächst in Njarðvík, dann an der isländischen Fischereischule in Grindavík. 
Seit der isländischen Parlamentswahl vom 27. April 2013 war Páll Valur Abgeordneter des isländischen Parlaments Althing für den Südlichen Wahlkreis. Er war Mitglied des Parlamentsausschusses für Justizangelegenheiten und Bildung (2013–2015), des Ausschusses für Wohlfahrt (2015–2016) sowie der isländischen Delegation im Westnordischen Rat.  Zur vorgezogenen Parlamentswahl vom 29. Oktober 2016 trat Páll Valur Björnsson wieder an, wurde jedoch nicht gewählt. Er stand an erster Stelle der Liste der Björt framtíð für den Südlichen Wahlkreis, die Partei konnte in diesem Kreis jedoch keine Sitze mehr erringen.